# Thamco
Thamco foi uma empresa brasileira, fabricante de carrocerias de ônibus. Um de seus modelos mais famosos foi o ônibus da CMTC apelidado de 'Fofão' que possuia dois andares e lembrava os ônibus urbanos da cidade de Londres, Inglaterra. Em 1996, foi renomeada para Neobus (hoje parte da Marcopolo).

## Historia
A Thamco Indústria e Comércio de Ônibus pertencia ao empresário paulista Antonio Thamer e seus parceiros. Foi fundada em maio de 1985, quando a Thamco veio a ter a falência do Condor (antiga Ciferal Paulista) filial da extinta empresa carioca Ciferal, hoje pertencente à Marcopolo. Thamco concluiu a construção de uma nova fábrica no distrito industrial de Guarulhos. Inicialmente a empresa adotou a Co-Gestão, com um comitê de cinco funcionários eleitos pelos demais 675 trabalhadores da empresa participando da diretoria da empresa.
Em 1988 a Thamco marca época lançando dois modelos DD, sendo um rodoviário chamado Gemini, e um urbano, o ODA, que foi apelidado pela mídia de Fofão, ambos ficaram em produção por cerca de um ano.
A gestão imprudente da empresa, apesar de ser a segunda maior fabricante de carrocerias do Brasil no início dos anos 1990, sempre girando em torno da prática de preços baixos em detrimento da qualidade, finalmente, levou à perda de mercado, perda de produção e da crise financeira. Em 1993, começaram os atrasos de salários, demissões de trabalhadores, terminando com a produção totalmente paralisada e em recuperação judicial. Em 1996, foi renomeada para Neobus, a qual sucede a empresa até hoje.
Mesmo depois de 29 anos (1996), é possível encontrar modelos fortes e pesados, espalhados em várias cidades brasileiras, especialmente em áreas rurais de difícil acesso, operando em pequenas empresas e/ou indivíduos, fatos que demonstram a resistência e durabilidade dos produtos dessa empresa.
Seus produtos foram exportados para diversos países como El Salvador, Costa Rica, República Dominicana, Chile, Bolívia, Paraguai, Uruguai, Venezuela, Equador, Peru, entre outros.

## Modelos fabricados

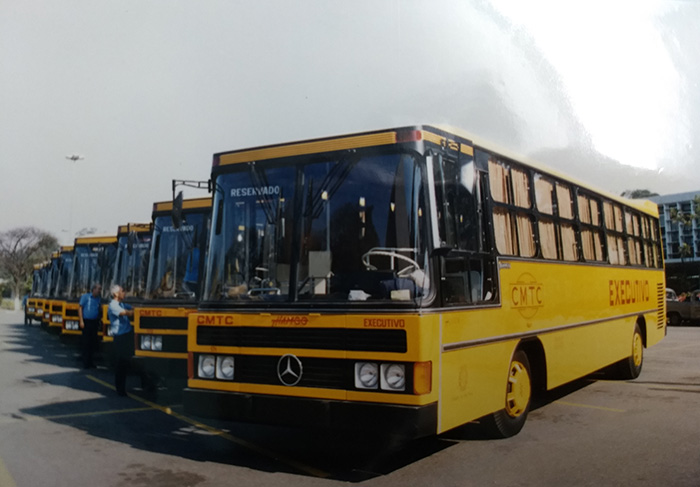
Mercedes-Benz Thamco TH 260-E da CMTC, 1990.

### Micros
- Aquarius (1994 - 1996)
- Genesis (1994 - 1996)

### Urbanos
- Padron Falcão (1985 - 1986)[9]
- Padron Águia (1986 - 1989)
- Oda, vulgo Fofão (1988 - 1989)
- Scorpion (1990 - 1994)[10]
- Dinamus (1994 - 1996)

### Rodoviários
- TH260E (1988 - 1989)[11]
- Gemini (1988 - 1989)[4]
- Pégasus (1988 - 1991)
- Taurus (1993 - 1996)

### Carro-forte
- El Shaddai (1995)[12]